# Pickfair
Pickfair era uma propriedade de 18 acres localizada na cidade de Beverly Hills, Califórnia, projetada originalmente pelo arquiteto Horatio Cogswell para o advogado Lee Allen Phillips, como uma casa de campo. Phillips vendeu a propriedade para o ator Douglas Fairbanks em 1918. Apelidada de "Pickfair" pela imprensa, tornou-se uma das casas mais famosas do mundo. A revista Life Magazine descreveu a propriedade como um “local apenas um pouco menos importante do que a Casa Branca... e muito mais divertido".

## História
Fica localizada na Summit Drive 1143, em San Ysidro Canyon, Beverly Hills. Era um pavilhão de caça quando foi comprada por Fairbanks para sua futura esposa, Mary Pickford. Na década de 1920, o casal fez uma grande reforma, transformando-o em uma mansão de quatro andares e 25 quartos, com estábulos, aposentos de empregados, quadras de tênis e uma grande ala para hóspedes, além de garagens.
Remodelada por Wallace Neff, no estilo Tudor, demorou cinco anos para ser concluída. Afrescos no teto, piso em parquet, salões com painéis de madeira de mogno e pinho, folhas de ouro e nichos decorativos espelhados. 
Pickfair tinha uma coleção de móveis ingleses e franceses do século XVIII, artes decorativas e antiguidades. Peças da coleção incluíam móveis do Palácio Barberini e da propriedade da Baronesa Burdett-Coutts, em Londres. O destaque era uma grande coleção de objetos de arte chineses coletados por Fairbanks e Pickford em suas muitas visitas ao Oriente. A coleção de arte Pickfair era ampla, variada e incluía pinturas de Philip Mercier, Guillaume Seignac, George Romney e Paul de Longpré.
A mansão também também apresentava um "saloon" no estilo Velho-Oeste, com uma barra de mogno polido ornamentada, obtida de um saloon em Auburn, Califórnia, além de pinturas de Frederic Remington. O interior de Pickfair foi decorado e atualizado ao longo dos anos por  Marilyn Johnson Tucker, Elsie De Wolfe, Marjorie Requa, Tony Duquette e Kathryn Crawford.
Durante a década de 1920, a casa se tornou um ponto das atividades sociais de Hollywood, e o casal ficou famoso por receber muitas visitas em sua casa. Um convite para Pickfair era um sinal de aceitação social da restrita comunidade de Hollywood.
Nos jantares de Pickfair, os convidados incluíam Charlie Chaplin (que morava ao lado), o duque e a duquesa de Windsor, Dorothy e Lillian Gish, Mildred Harris, Greta Garbo, George Bernard Shaw, Albert Einstein, Elinor Glyn, Helen Keller, HG Wells, Lord Louis Mountbatten e Fritz. Kreisler, Tony Duquette, Amelia Earhart, F. Scott Fitzgerald, Joan Crawford, Noël Coward, Presidente Franklin D. Roosevelt e Eleanor Roosevelt, Pearl S. Buck, Charles Lindbergh,  Max Reinhardt, Arthur Conan Doyle, Thomas Edison, Gloria Swanson, Duque e Duquesa de Alba, os Reis de Sião, Austen Chamberlain, Vladimir Nemirovich-Danchenko, o professor espiritual Meher Baba e Sir Harry Lauder.
Fairbanks e Pickford divorciaram-se em janeiro de 1936, mas Mary continuou a residir na mansão com seu terceiro marido, o ator e músico Charles "Buddy" Rogers, até a morte dela em 1979. A atriz recebia poucos visitantes durante seus últimos anos, mas continuou a abrir sua casa para festas de caridade.

## Venda e demolição
Vazia por vários anos após a morte de Pickford em 1979, Pickfair foi vendida ao proprietário do  Los Angeles Lakers Jerry Buss, que continuou a cuidar da casa, atualizando e preservando-a. Em 1988, foi comprada pela atriz Pia Zadora e seu marido, Meshulam Riklis. O casal anunciou que estava planejando reformas na famosa propriedade, mas em 1990 revelaram que na verdade haviam demolido Pickfair e em seu lugar seria construído um "palácio em estilo veneziano".
Diante de duras críticas do público, incluindo  Douglas Fairbanks Jr., Zadora defendeu as ações de sua família, afirmando que a casa estava supostamente em mau estado de conservação e que estava infestada de cupins. No jornal LA Times, Fairbanks Jr. disse: "Arrependo-me muito. Gostaria de saber, se pretendiam demolir, porque a compraram?".
As únicas partes remanescentes da Pickfair original são os portões da propriedade, a piscina  e a casa da piscina, os restos da sala de estar e dois quartos da ala de convidados.